# Josip Antolović (svećenik)
Josip Antolović (Bistrinci, 4. rujna 1926. ‒ Zagreb, 25. svibnja 2008.), hrvatski katolički svećenik, isusovac, duhovni pisac.

## Životopis
Josip Antolović rođen je u Bistrincima kraj Belišća, u obitelji Joze i Berte rođ. Mađarević. Pučku školu završio je u rodnom mjestu. U Zagrebu završava nadbiskupsku gimnaziju i 1944. ulazi u Družbu Isusovu. Studij filozofije i teologije završio je u Zagrebu, a za svećenika ga 1955. redi zagrebački nadbiskup Franjo Šeper. 
Radio je kao odgojitelj, profesor, duhovnik i rektor u sjemeništima u Dubrovniku, Zagrebu i Splitu. Bio je vicepostulator kauze za beatifikaciju Petra Barbarića. Bio je član Hrvatskoga mariološkog instituta i Hrvatskoga književnog društva sv. Ćirila i Metoda. Od 1979. do 1982. bio je urednik Hrvatskog programa na Radio Vatikanu. Umro je 2008. u Zagrebu, a pokopan je u Osijeku.

## Djela
Objavio desetak knjiga propovijedi.
Napisao je 800 životopisa svetaca objavljenih u dvanaest svezaka, za svaki mjesec u godini. Životopisi su kasnije objedinjeni u njegovoj najznačajnijoj knjizi Duhovni velikani: sveci Katoličke crkve (1998.).
Članke je objavljivao u brojnim časopisima poput Marije, Glasnika Srca Isusova i Marijina, Glasnika sv. Josipa, Obnovljenog života i Marulića.
Američki biografski institut ga je zbog njegova biografsko-hagiografskoga rada 1996. godine proglasio čovjekom godine.